# Trubní
Trubní (en rus: Трубный) és un poble (un possiólok) de l'óblast d'Astracan, a Rússia, segons el cens del 2010 tenia3 715 habitants.